# Östliche Erlsbacher Spitze
L'Östliche Erlsbacher Spitze est une montagne qui s’élève à 3 015 m d’altitude dans les Hohe Tauern, en Autriche.

## Source de la traduction
- (de) Cet article est partiellement ou en totalité issu de l’article de Wikipédia en allemand intitulé « Östliche Erlsbacher Spitze » (voir la liste des auteurs).